# Холцхајм (Дилинген на Дунаву)
Холцхајм (њем. Holzheim) општина је у њемачкој савезној држави Баварска. Једно је од 27 општинских средишта округа Дилинген на Дунаву. Према процјени из 2010. у општини је живјело 3.718 становника. Посједује регионалну шифру (AGS) 9773140.

## Географски и демографски подаци
Холцхајм се налази у савезној држави Баварска у округу Дилинген на Дунаву. Општина се налази на надморској висини од 431 метра. Површина општине износи 40,9 km². У самом мјесту је, према процјени из 2010. године, живјело 3.718 становника. Просјечна густина становништва износи 91 становника/km².